# Міст (теорія графів)

Граф із 6 мостами (позначені червоним)

В теорії графів, міст — ребро, видалення якого збільшує кількість компонент зв'язності (або, інакше кажучи, відокремлює підграф). Рівнозначне визначення, ребро є мостом тоді і тільки тоді, коли воно не є частиною будь-якого циклу.

## Подвійне покриття циклами
Графи без мостів породжують цікаву проблему, рішення якої не знайдено досі. Чи вірно, що в будь-якому неорієнтованому графі без мостів існує такий набір циклів, що кожне ребро графу зустрічається в ньому рівно двічі.

## Алгоритм знаходження мостів
Перший алгоритм для знаходження мостів в зв'язному графі за лінійний час {\displaystyle O(|V|+|E|)} був віднайдений Робертом Тарджаном в 1974 році.
Алгоритм складається з наступних кроків:
1. Знайти кістякове дерево для {\displaystyle G}
2. Створити дерево {\displaystyle T} з коренем з кістякового дерева
3. Обійти дерево {\displaystyle T} в прямому порядку і пронумеровати вершини. Тепер номери батьківських вершин менші за номери нащадків.
4. Для кожної вершини {\displaystyle v} при обході у прямому порядку робимо:
  1. Підраховуємо кількість нащадків {\displaystyle ND(v)} для цієї вершини.
  2. Підраховуємо {\displaystyle L(v)} і {\displaystyle H(v)}
  3. Для кожної {\displaystyle w} такої, що {\displaystyle v\to w}: якщо {\displaystyle L(w)\geq w} і {\displaystyle H(w)<w+ND(w)}, тоді ребро {\displaystyle (v,w)} буде мостом.

Визначення: Ребро поза деревом між {\displaystyle v} і {\displaystyle w} позначається {\displaystyle v--w}. Ребро в дереві з батьківською {\displaystyle v} позначається {\displaystyle v\to w}.
{\displaystyle ND(v)=1+\sum _{v\to w}ND(w)} де {\displaystyle v} батьківська вершина для {\displaystyle w}.
{\displaystyle ND(v)} кількість нащадків v (включно із собою) в кістяковому дереві.
{\displaystyle L(v)=\min(\{v\}\cup \{L(w)\mid v\to w\}\cup \{w\mid v--w\})}
{\displaystyle H(v)=\max(\{v\}\cup \{H(w)\mid v\to w\}\cup \{w\mid v--w\})}
{\displaystyle L(v)} і {\displaystyle H(v)} позначки вершин з найменшою і найбільшою позначкою обходу прямого порядку, досяжних з {\displaystyle v} проходом по піддереву з коренем у {\displaystyle v}, разом з щонайбільше одним ребром не в дереві.
Ребро {\displaystyle v\to w} є мостом тоді і тільки тоді, коли з піддерева з коренем у {\displaystyle w} неможливо потрапити у вершину, яка не є нащадком {\displaystyle w}. Це легко перевірити, бо піддерево з коренем у {\displaystyle w} (об'єднує всіх нащадків w) містить наступні вершини {\displaystyle \{w,w+1,\ldots ,w+ND(w)-1\}}, тож ми можемо просто перевірити, знаходяться {\displaystyle L(w),H(w)} в цій множині чи ні для перевірки чи є ребро мостом.